# Alcaline
Az Alcaline a második kislemez Alizée Blonde című, hatodik stúdióalbumáról, mely 2014. június 16-án jelent meg, pontosan egy héttel a nagylemez megjelenése előtt. Hasonlóképp az énekesnő 2013-as albumáról kiadott második, Je veux bien című dalhoz, ehhez a dalhoz sem készült videóklip.
A borítón Alizée-t ismét szőke hajjal láthatjuk, kezeit összekulcsolva tartja. A dal címe piros betűvel írva kapott helyet a bal felső sarokban.